# Sibirisk jupik
Sibirsk jupik eller St. Lawrence Islands-jupik (eget namn: Yupigestun) är ett eskimå-aleutiskt språk som talas i Alaska men också lite i Ryssland. Det anses vara utdöende. År 2014 uppskattades det att språket har 1300 talare, varav ett tusen bor i USA:s sida, på St. Lawrence Island.
Språket skrivs med antingen latinska eller kyrilliska alfabetet.
År 2014 erkändes Alaskas ursprungsspråk, som även innefattar sibirisk jupik, som officiella språk i Alaska.

## Fonologi

### Konsonanter
|             |             | Bilabial | Labiodental | Alveolar | Palatal | Velar | Velar | Uvular | Uvular |
| Norm.       | Lab.        | Bilabial | Labiodental | Alveolar | Palatal | Norm. | Lab.  |        |        |
| ----------- | ----------- | -------- | ----------- | -------- | ------- | ----- | ----- | ------ | ------ |
| Nasal       | Nasal       | m        |             | n        |         | ŋ̊     | ŋ̊ʷ    |        |        |
| Klusil      | Klusil      | p        |             | t        |         | k     |       | q      | qʷ     |
| Affrikat    | Norm.       |          |             | ts \| ʧ  |         |       |       |        |        |
| Affrikat    | Lateral     |          |             | tɬ       |         |       |       |        |        |
| Affrikat    | Nasal       |          |             | tn       |         |       |       |        |        |
| Frikativ    | Frikativ    | β        | f \| v      | s \| z   | ʃ \| ʒ  | x     |       | χ \| ʁ | χʷ     |
| Lateral     | Lateral     |          |             | l        |         |       |       |        |        |
| Approximant | Approximant |          |             |          | j       |       |       |        |        |

Källa:

### Vokaler
|            | Främre | Central | Bakre |
| ---------- | ------ | ------- | ----- |
| Sluten     | i      |         | u     |
| Halvsluten | e      | ə       | o     |
| Halvöppen  | ɛ      | ə       | ɔ     |
| Avoin      |        | a       |       |

Källa: